# ارول فلین
ارول لزلی تامسون فلین(به انگلیسی: Errol Leslie Thomson Flynn) (زاده ۲۰ ژوئن ۱۹۰۹ – درگذشته ۱۴ اکتبر ۱۹۵۹) بازیگر استرالیایی بود. وی بیشتر کارهای خود را در ایالات متحده انجام داد. وی در ۱۴ اکتبر ۱۹۵۹ در سن ۵۰ سالگی بر اثر سکته قلبی درگذشت و در گلندیل (کالیفرنیا)، کالیفرنیا به خاک سپرده شد.

## گزیدهٔ فیلم‌شناسی
- کاپیتان بلاد (۱۹۳۵)
- شاهزاده و گدا (۱۹۳۷)
- ماجراهای رابین هود (۱۹۳۸)
- پرواز شناسایی (۱۹۳۸)
- خواهران (۱۹۳۸)
- شهر داج (۱۹۳۹)
- زندگی خصوصی الیزابت و اسکس (۱۹۳۹)
- ویرجینیا سیتی (۱۹۴۰)
- شاهین دریا (۱۹۴۰)
- مسیر سانتافه (۱۹۴۰)
- لبه تاریکی (۱۹۴۳)
- سن آنتونیو (۱۹۴۵)
- بانویی از شانگهای (۱۹۴۷)
- ماجراهای دن خوان (۱۹۴۸)
- رودخانه نقره‌ای (۱۹۴۸)
- مونتانا (۱۹۵۰)
- رشته‌کوه راکی (۱۹۵۰)
- استانبول (۱۹۵۷)
- خورشید همچنان می‌درخشد (۱۹۵۷)
- خیلی زیاد، خیلی زود (۱۹۵۸)